# Мешков, Иван Андреевич
Ива́н Андре́евич Мешко́в (3 сентября 1910, Курск — 3 ноября 1943 года, село Новые Петровцы, Украина) — Герой Советского Союза, заместитель командира батальона стрелкового полка, старший лейтенант.

## Биография
Родился в семье рабочего, окончил начальную школу.
В 1931 году призван в РККА, служил в пограничных частях Карелии срочную и сверхсрочную службу.
В 1938 году демобилизован, работал на автобазе в Курске. Член ВКП(б) с 1939 года.
В апреле 1941 года вновь призван в армию, направлен на курсы младших командиров авиации, стал лётчиком-истребителем. Недолго служил в авиационной части на Северном Кавказе.
После тяжёлого ранения и лечения в госпитале был отстранён от службы в авиации, прошёл переподготовку на курсах командиров стрелковых подразделений и в сентябре 1943 года направлен на Воронежский фронт, участник сражения на Курской дуге.
При форсировании Днепра 2 ноября 1943 года заместитель командира батальона 342-го стрелкового полка 136-й стрелковой дивизии 38-й армии старший лейтенант Иван Мешков, заменив выбывшего командира батальона, силами батальона захватил две линии вражеских траншей и удерживал плацдарм, отбивая контратаки, до подхода главных сил. Был дважды ранен, но оставался в строю. Погиб 3 ноября 1943 года.
Представлен к награждению званием Героя Советского Союза за мужество и героизм, проявленные в боях при форсировании Днепра и удержания плацдарма. Указом Президиума Верховного Совета СССР «О присвоении звания Героя Советского Союза генералам, офицерскому, сержантскому и рядовому составу Красной Армии» от 10 января 1944 года за «образцовое выполнение боевых заданий командования на фронте борьбы с немецко-фашистскими захватчиками и проявленные при этом отвагу и геройство» удостоен посмертно звания Героя Советского Союза с вручением ордена Ленина и медали «Золотая Звезда».
Похоронен в Братской могиле на территории Бориспольского района Киевской области Украины.

## Семья
- Жена — Анастасия Семёновна Мешкова (Фёдорова), работала учительницей начальной школы в селе Колатсельга Карельской АССР, сын — Евгений.

## Память
- В Петрозаводске портрет И. А. Мешкова установлен в Галерее Героев Советского Союза.